# Péter Orseolo
Petru Orseolo, uneori Petru Venețianul, alternativ Urseolo, Petru I, (n. 928 d.Hr., Udine, Friuli-Veneția Giulia, Italia – d. 10 ianuarie 987 d.Hr., Saint-Michel-de-Cuxa⁠(d), Languedoc-Roussillon, Franța) a fost al doilea rege al Regatului Ungariei, fiul dogelui venețian Pietro Ottone Orseolo al III-lea și al fiicei marelui principe Géza pe care diverșii autori o pomenesc uneori cu numele Gizella, alteori Ileana sau Maria. 
Tatăl său a fugit în anul 1026 la Constantinopol din cauza unei rebeliuni care a avut loc în Veneția, în timp ce el și-a găsit refugiu în Ungaria, la curtea unchiului său, regele Ștefan I. Acolo tânărul Petru Orseolo, în vârstă de 15 ani, a fost numit, de către rege, comandant al gărzii regale. După moartea în anul 1031 a prințului Imre a devenit un serios concurent la succesiunea tronului în fața lui Vazul și a celor trei fii ai lui Ladislau Szár.